# Club Sandwich (película)
Club Sandwich es una película cómica mexicana de 2013 escrita y dirigida por Fernando Eimbcke. Fue presentada en la sección de Cine contemporáneo mundial del Festival Internacional de Cine de Toronto de 2013. La película consiguió la Concha de Plata a la mejor dirección en el Festival Internacional de Cine de San Sebastián 2013.
Este filme ocupa el lugar 76 dentro de la lista de las 100 mejores películas del mexicanas, según la opinión de 27 críticos y especialistas del cine en México, publicada por el portal Sector Cine en junio de 2020.

## Argumento
Paloma y su hijo Héctor mantienen una relación muy intensa y especial. En unas vacaciones, Héctor se enamora de Jazmín. La madre, molesta con la relación, tiene que aceptar que su hijo está creciendo y que dejará de ser la persona con la que estaba conviviendo. 

## Reparto
- Lucio Giménez Cacho
- María Renée Prudencio
- Danae Reynaud

## Premios y reconocimientos
| Año  | Premio                                          | Categoría                            | Nominación            | Resultado |
| ---- | ----------------------------------------------- | ------------------------------------ | --------------------- | --------- |
| 2014 | Premios Ariel                                   | Mejor Película                       | Club Sándwich         | Nominado  |
| 2014 | Premios Ariel                                   | Mejor dirección                      | Fernando Eimbcke      | Nominado  |
| 2014 | Premios Ariel                                   | Mejor actuación femenina             | María Renée Prudencio | Nominada  |
| 2014 | Festival Internacional de Cine de Edimburgo     | Mejor película internacional         | Fernando Eimbcke      | Nominado  |
| 2014 | Festival de cine de Nashville                   | Competencia de Narrativa Bridgestone | Fernando Eimbcke      | Ganador   |
| 2013 | Festival de Cine de Estocolmo                   | Mejor Película                       | Fernando Eimbcke      | Nominado  |
| 2013 | Festival de Cine de Mar del Plata               | Competencia internacional            | Fernando Eimbcke      | Nominado  |
| 2013 | Festival Internacional de Cine de San Sebastián | Mejor dirección                      | Fernando Eimbcke      | Ganador   |